# فایل رولر
فایل رولر (به انگلیسی: File Roller) برنامه مدیر بایگانی میزکار گنوم است. این برنامه، یک نرم‌افزار آزاد است.

## قابلیت‌ها
برخی از قابلیت‌های این برنامه عبارتند از:
- ایجاد و تغییر دادن فایل‌های بایگانی
- نمایش دادن محتوای یک فایل بایگانی
- نمایش دادن فایلی که در یک بایگانی قرار دارد.
- استخراج فایل‌ها از بایگانی

## قالب‌های مورد پشتیبانی
برنامه فایل رولر از قالب‌های زیر برای فایل‌های بایگانی پشتیبانی می‌کند. فایل رولر تنها یک واسط کاربری است و برنامه‌های Backend مورد نیاز هستند.
- ۷زد (.7z)‎
- ar (.ar)‎
- ARJ (.arj)‎
- gzip (.tar.gz , .tgz)‎
- bzip (.tar.bz , .tbz)‎
- bzip2 (.tar.bz2 , .tbz2)‎
- xz (.tar.xz)‎
- compress (.tar.Z , .taz)‎
- ساختار فایل‌های اجرایی (.exe, .dll)‎
- lzip (.tar.lz , .tlz)‎
- LZO (.tar.lzo , .tzo)‎
- JAR archives (.jar , .ear , .war)‎
- LHA archives (.lzh)‎
- RAR archives (.rar)‎
- StuffIt archives (.bin, .sit)‎
- tar‎
- ZIP archives (.zip)‎
- Zoo archives (.zoo)‎
- فایل‌هایی که با gzip, bzip, bzip2, compress, lzip, LZO, xz فشرده شده‌اند.
- ISO images (.iso) (فقط-خواندنی)‎
- DEB (.deb) (فقط-خواندنی)‎
- RPM (.rpm) (فقط-خواندنی)‎

## محدودیت‌ها
هر چند که این برنامه به کمک پلاگین‌های مختلف می‌تواند از قالب‌های مختلفی برای فشرده‌سازی فایل‌ها پشتیبانی کند، اما برخلاف برنامه‌های مشابه دیگر، سطح فشرده سازی را نمی‌توان مشخص کرد. برای مثال نمی‌توان مشخص کرد که فایل تا چه اندازه فشرده شود (کم، زیاد یا ...) اگرچه می‌توان به کمک برنامه gconf-editor این گزینه را تنظیم کرد.